# 1771 w literaturze

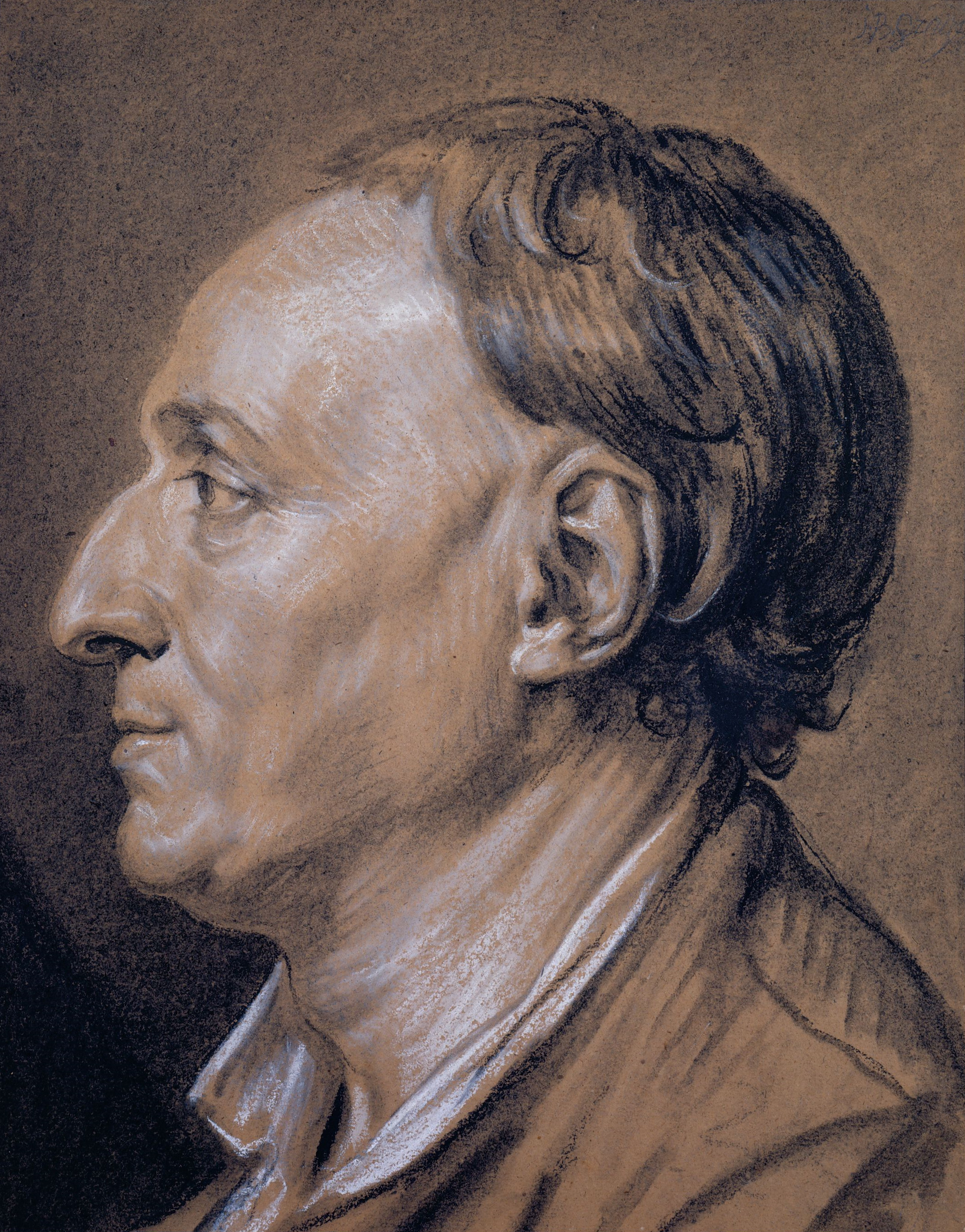
Denis Diderot

Wydarzenia literackie w 1771 roku.

## nowe książki
- 1771-1773 Denis Diderot Kubuś Fatalista i jego pan